# ティエリー・ミュグレー

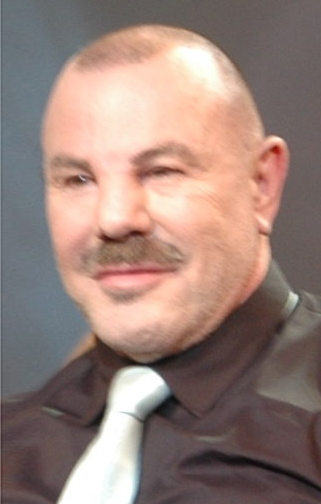
Manfred Thierry Mugler

ティエリー・ミュグレー（Thierry Mugler(フランス語発音: [tjɛʁi myɡˈlɛʁ])、発音例、1948年12月21日 - 2022年1月23日)は、フランスのファッションデザイナー、カメラマンだった。
アルザス地方、ストラスブール出身。1966年から1967年までストラスブールのファインアートスクールで美術を学ぶ。

## 経歴
- 1965-1966年、ストラスブールでオペラ、ダンサーとして活躍。
- 1966年-1967年、Guduleブティックでアシスタントデザイナーとして仕事をする。
- 1967年、プロのカメラマンとしても活動を始める。
- 1968年-1969年、ロンドンのピータースのデザイナーを勤める。
- 1970年-1973年、フリーのデザイナーとしてパリ、ミラノで仕事をする。
- 1973年、最初のレーベル、カフェ・デ・パリのコレクションショーを開催する。
- 1974年、ティエリーミュグレーを設立
- 1988年、パリ、ロンドン、ニューヨークでティエリー・ミュグレー写真展が開催される。
- 1990年、香水、ティエリーミュグレーを発表
- 1992年、香水エンジェルを発表
- 1992年、ティエリーミュグレーブランド初めてのファッションコレクションを発表する。
- 1997年以降クラランス所有のもとコスメティック部門、香水等は発売されている（ティエリー・ミュグレーブランドの服は1990年代は存続せず）
- ファッションハウスについては2003年に閉店。
- 2010年、新たにニコラ・フォルミケッティがクリエイティブ・ディレクターに就任。
- 2011年、ニコラ・フォルミケッティのもと、新生ティエリー・ミュグレーとしてデビューを飾る。
- 2022年1月23日、死去[1]。73歳没。

## 映像分野での活動
そして、ティエリー・ミュグレーはまた新しい分野へと方向性を変えた。彼はかねてからの映像の世界に興味を持っていた。また、ジョージ・マイケルの「Funky」の映像監督を務めた。1994年にはジュリア・ロバーツとティム・ロビンス出演の映画でのフィルムをまわした。彼は、その他、マドンナやビョーク、ダイアナ・ロスなどのアーティストプローモーションビデオ、ステージパフォーマンスを撮影した。

## デザイナーとしての活動
ファッションデザイナーであったティエリー・ミュグレーの1990年代のコレクションはとても華やかで強い、インパクトがあり、常に客席からの歓声やファッションでの話題を呼んでいた。
コレクションのステージにはテーマがあり、オペラダンサー出身であった彼だけに、ステージ全ての演出にもとてもこっており、モデル達もそのシーンごとに、さまざまなポージング、衣装も手がけ、スーパーモデルはもちろんのこと、時に有名ロックグループのINXSのボーカリストであった、マイケル・ハッチェンスが当時のガールフレンド、スーパーモデルのヘレナ・クリステンセンと一緒にステージに登場するシーンや、ミック・ジャガーの妻で女優・モデルであるジェリー・ホール (Jerry Hall) や、世界的VIPで名高いアメリカ・ニューヨークの大富豪イヴァナ・トランプの姿までもステージにあった。
彼のデザインした特徴的なオートクチュールは現在もビンテージ商品として、根強くコレクターにとっても人気のあるデザイナーとなっている。
近年では、シルクドソレイユの舞台衣装やビヨンセのワールドツアーの衣装のデザインなどの活動がある。

## 香水
- 1990年 Thierry Mugler women
- 1992年 エンジェル（Angel）women
- 1996年 エンジェル・メン（Angel Men）A*Men
- 1998年 イノセント（Innocent）
- 2001年 （Mugler Cologne）Unisex
- 2004年 B*Men
- 2005年 （Alien）women
- 2005年-2006年 エンジェル・ガーデン・オブ・スターツ（Angel Garden of Stars）women
- 2006年 サマーフレッシュ　A*Men（Summer Flash）
- 2006年 イノセント・サマーフレッシュ（Innocent Summer Flash）women
- 2006年 ミグレー・ケルン・サマーフラッシュ（Mugler Cologne Summer Flash）Unisex
- 2006年 Perfume:The Coffret Unisex
- 2007年 ICE*Men
- 2007年 Eau de Star women

## 写真集
- 1988年 Thierry Mugler
- 1989年 Fashion Fetish Fantasy